# العلاقات الغانية الفيجية
العلاقات الغانية الفيجية هي العلاقات الثنائية التي تجمع بين غانا وفيجي.

## مقارنة بين البلدين
هذه مقارنة عامة ومرجعية للدولتين:
| وجه المقارنة                                              | غانا         | فيجي                                                                 |
| --------------------------------------------------------- | ------------ | -------------------------------------------------------------------- |
| المساحة (كم2)                                             | 238.53 ألف   | 18.27 ألف                                                            |
| عدد السكان (نسمة)                                         | 26.91 مليون  | 915.30 ألف                                                           |
| الكثافة السكانية (ن./كم²)                                 | 112.82       | 50.1                                                                 |
| العاصمة                                                   | أكرا         | سوفا                                                                 |
| اللغة الرسمية                                             | لغة إنجليزية | لغة إنجليزية، اللغة الفيجية، اللغة الفيجي الهندية، اللغة الهندستانية |
| العملة                                                    | سيدي غاني    | دولار فيجي                                                           |
| الناتج المحلي الإجمالي (بليون دولار)                      | 47.33 مليار  | 5.06 مليار                                                           |
| الناتج المحلي الإجمالي (تعادل القوة الشرائية) بليون دولار | 115.41 مليار | 8.32 مليار                                                           |
| الناتج المحلي الإجمالي الاسمي للفرد دولار أمريكي          | 1.37 ألف     | 4.96 ألف                                                             |
| الناتج المحلي الإجمالي للفرد دولار أمريكي                 | 4.08 ألف     | 8.79 ألف                                                             |
| مؤشر التنمية البشرية                                      | 0.579        | 0.727                                                                |
| رمز المكالمات الدولي                                      | +233         | +679                                                                 |
| رمز الإنترنت                                              | .gh          | .fj                                                                  |
| المنطقة الزمنية                                           | 00           | ت ع م+12:00                                                          |

## منظمات دولية مشتركة
يشترك البلدان في عضوية مجموعة من المنظمات الدولية، منها:
| علم المنظمة | اسم المنظمة                                 | تاريخ انضمام غانا | تاريخ انضمام فيجي |
| ----------- | ------------------------------------------- | ----------------- | ----------------- |
|             | الاتحاد البريدي العالمي                     | ?                 | ?                 |
|             | يونسكو                                      | 11 أبريل 1958     | 14 يوليو 1983     |
|             | البنك الدولي للإنشاء والتعمير               | 20 سبتمبر 1957    | 28 مايو 1971      |
|             | منظمة التجارة العالمية                      | ?                 | ?                 |
|             | وكالة ضمان الاستثمار متعدد الأطراف          | 29 أبريل 1988     | 24 سبتمبر 1990    |
|             | الاتحاد الدولي للاتصالات                    | 17 مايو 1957      | 5 مايو 1971       |
|             | منظمة الشرطة الجنائية الدولية               | ?                 | ?                 |
|             | مؤسسة التمويل الدولية                       | 3 أبريل 1958      | 12 يوليو 1979     |
|             | الأمم المتحدة                               | 8 مارس 1957       | 13 أكتوبر 1970    |
|             | مجموعة دول أفريقيا والكاريبي والمحيط الهادئ | ?                 | ?                 |
|             | مؤسسة التنمية الدولية                       | 29 ديسمبر 1960    | 29 سبتمبر 1972    |
|             | منظمة حظر الأسلحة الكيميائية                | ?                 | ?                 |
|             | المركز الدولي لتسوية المنازعات الاستشارية   | 14 أكتوبر 1966    | 10 سبتمبر 1977    |

## وصلات خارجية
- موقع وزارة الخارجية الغانية
- موقع وزارة الخارجية الفيجية